# Antiguo Oriente
Antiguo Oriente (em português: Antigo oriente) é a revista científica do Centro de Estudios de Historia del Antiguo Oriente (CEHAO), Universidade Católica Argentina. A revista considera para publicação trabalhos relacionados com a história das sociedades do Antigo Oriente Próximo e do Mediterrâneo Oriental desde o Paleolítico à época romano-helenística inclusive.
Antiguo Oriente publica artigos e resenhas de livros em inglês, espanhol ou francês. Ele é publicado uma vez por ano.
A revista é publicada e distribuída pela editora especializada Archaeopress, de Oxford, Reino Unido.